# Saúl Ongaro
Saúl Ongaro (La Plata, 24 agosto 1916 – 23 aprile 2004) è stato un calciatore argentino, di ruolo difensore.

## Carriera

### Club
Ha giocato nel campionato argentino e cileno.

### Nazionale
Con la maglia della Nazionale ha trionfato a livello continentale nel 1946.

## Palmarès

### Giocatore

#### Competizioni nazionali
- Campionato argentino: 2

Racing Club: 1949, 1950

#### Nazionale
- Campeonato Sudamericano de Football: 1

Argentina 1946